# UTR
De 3' UTR en 5' UTR zijn de ongetransleerde gebieden aan de uiteinden van een mRNA-molecuul. 'UTR' is de afkorting van de Engelse term untranslated region.
Zoals alle strengen nucleïnezuur heeft mRNA een bepaalde richting. Het ene eind is het 5' eind (five prime end) en het andere eind het 3'eind (three prime end).
Het ribosoom begint bij het vormen van een eiwit met het aflezen (translatie) van het mRNA aan het 5' eind tot het een startcodon tegenkomt. Vanaf deze plaats worden tijdens het verder aflezen aminozuren aan het eiwit gebonden totdat het ribosoom een stopcodon tegenkomt. Alles wat na het stopcodon zit is deel van het 3'UTR.
Schematisch:
```
       start                stop
       codon                codon

---------|-------------------|---------
5'-UTR      translerend RNA     3'-UTR
```

Veel regulerende sequenties komen voor op het 3' UTR:
- Polyadenylatie signalen, gewoonlijk in de vorm van AAUAAA of een kleine variatie hierop, die het afknippen van ongeveer 30 baseparen van de door translatie verkregen streng in gang zet en zo het miRNA maakt. Vervolgens worden aan dit stuk enkele honderden adenine resten vastgemaakt (poly-A). De poly-A staart beschermt waarschijnlijk het mRNA tegen afbraak.
- SECIS elementen, die voorkomen in de 3' UTR's van eukaryotische mRNA's en ervoor zorgen dat het ribosoom UGA codons zoals selenocysteïnen gaat vormen.
- Het histon benedenstroomse element heeft een analoge functie als polyadenylatie, maar heeft andere sequentie eigenschappen en wordt alleen gebruikt bij genen, die betrokken zijn bij de vorming van histonen.